# King Bee (niederländische Band)
King Bee  war eine Niederländische Musikgruppe und Tanzgruppe, die dem Nederhop zugerechnet wird. 

## Bandgeschichte
Sie wurde 1989 gegründet und bis 1991 international durch einige Dance-Songs mit starkem Hip-Hop-Einfluss bekannt. King Bee bestand aus DJ Allstar Fresh (alias Guan Elmzoon) und Musikproduzent B.C. Junge (alias Reginald Boy Eysbroek). Rapper war MC Pryme (alias Armand Corneille).
King Bee wurde 1989 in Amsterdam gegründet. Die Gruppe erzielte im Sommer und Herbst 1990 zwei Top-20-Hits in den Niederlanden, sowohl in den Top 40 als auch in Top 100 der Niederlande. Back by Dope Demand erreichte Platz 6 und Must Bee Music Platz 12. Im selben Jahr war King Bee der Support-Act für Madonna. Anfang 1991 wechselte Mc Pryme zu den Sonic Surfers.
1991 wurde die Formation mit dem niederländischen Edison Award als bester Künstler im Disco-Dance/Hip-Hop/House ausgezeichnet. Im gleichen Jahr hatte die Band ihre letzte Platzierung mit Cold Slammin’ auf Platz 28. Es folgten einige weitere Singles.

## Diskografie

### Alben
- 1990: Royal Jelly (CBS/Torso Dance)

### Singles
- 1989: Party People in the House
- 1989: Let’s Take It Home
- 1990: Back by Dope Demand
- 1990: Must Bee the Music
- 1991: Cold Slammin’
- 1993: Here We Go Again
- 1995: Don’t Try to Change Me (feat. Eric Nouhan)
- 1998: Love Thang
- 2000: Royal Club 2000 (mit His Royal Freshness)